# Обиньи (Алье)
Обиньи́ (фр. Aubigny) — коммуна во Франции, находится в регионе Овернь. Департамент коммуны — Алье. Входит в состав кантона Западный Мулен. Округ коммуны — Мулен.
Код INSEE коммуны — 03009.

## Население
Население коммуны на 2008 год составляло 122 человека.
| 1962 | 1968 | 1975 | 1982 | 1990 | 1999 | 2008 |
| ---- | ---- | ---- | ---- | ---- | ---- | ---- |
| 133  | 151  | 131  | 100  | 101  | 103  | 122  |

## Экономика
В 2007 году среди 81 человек в трудоспособном возрасте (15—64 лет) 62 были экономически активными, 19 — неактивными (показатель активности — 76,5 %, в 1999 году было 75,9 %). Из 62 активных работали 48 человек (24 мужчины и 24 женщины), безработных было 14 (11 мужчин и 3 женщины). Среди 19 неактивных 13 человек были учениками или студентами, 2 — пенсионерами, 4 были неактивными по другим причинам.

## Достопримечательности
- Церковь Сен-Женест (XII век)
- Шато Обиньи (кон. XIX века)
- Шато Рере
- Шато Рош

## Фотогалерея

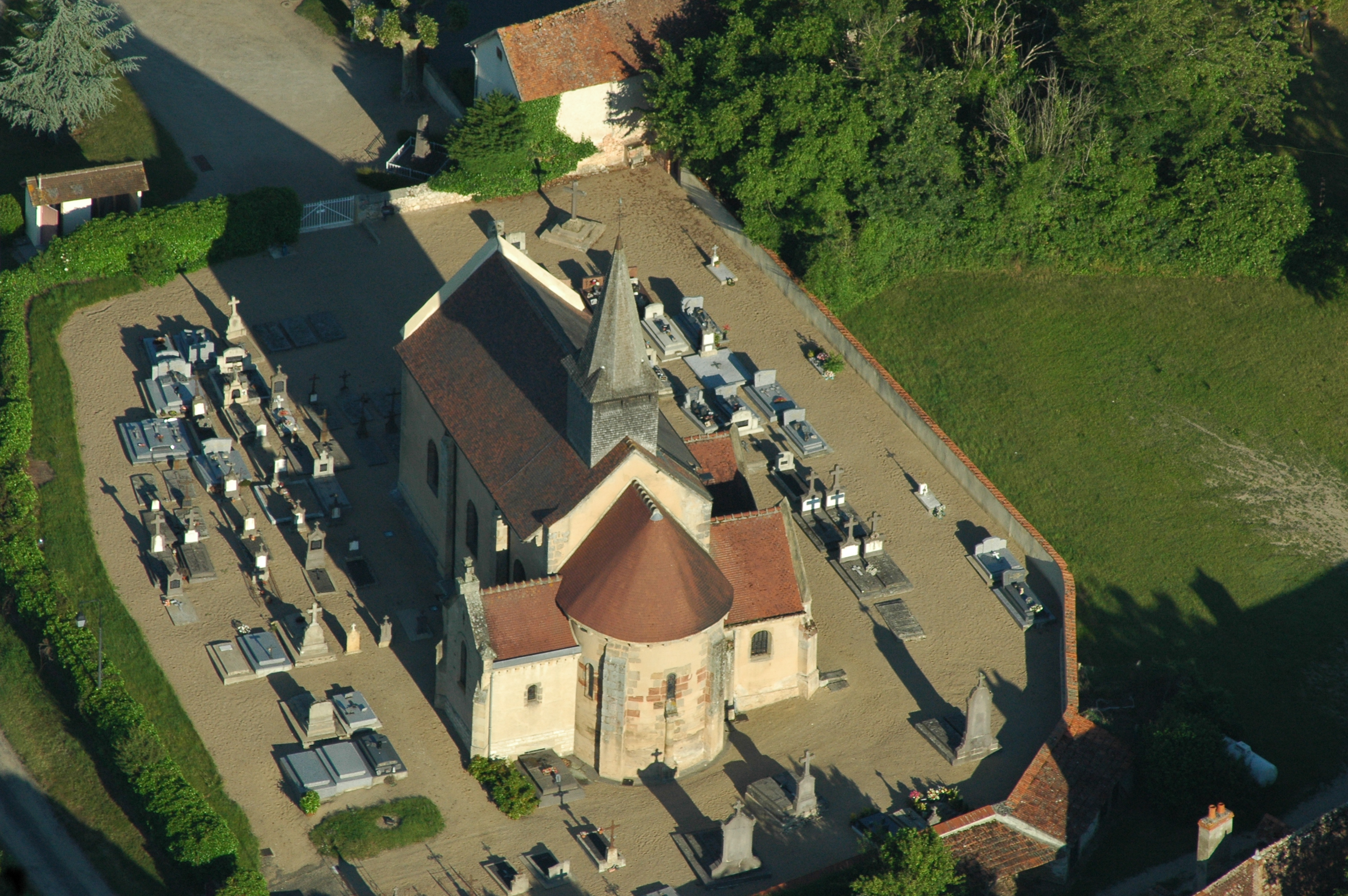
Церковь Сен-Женест
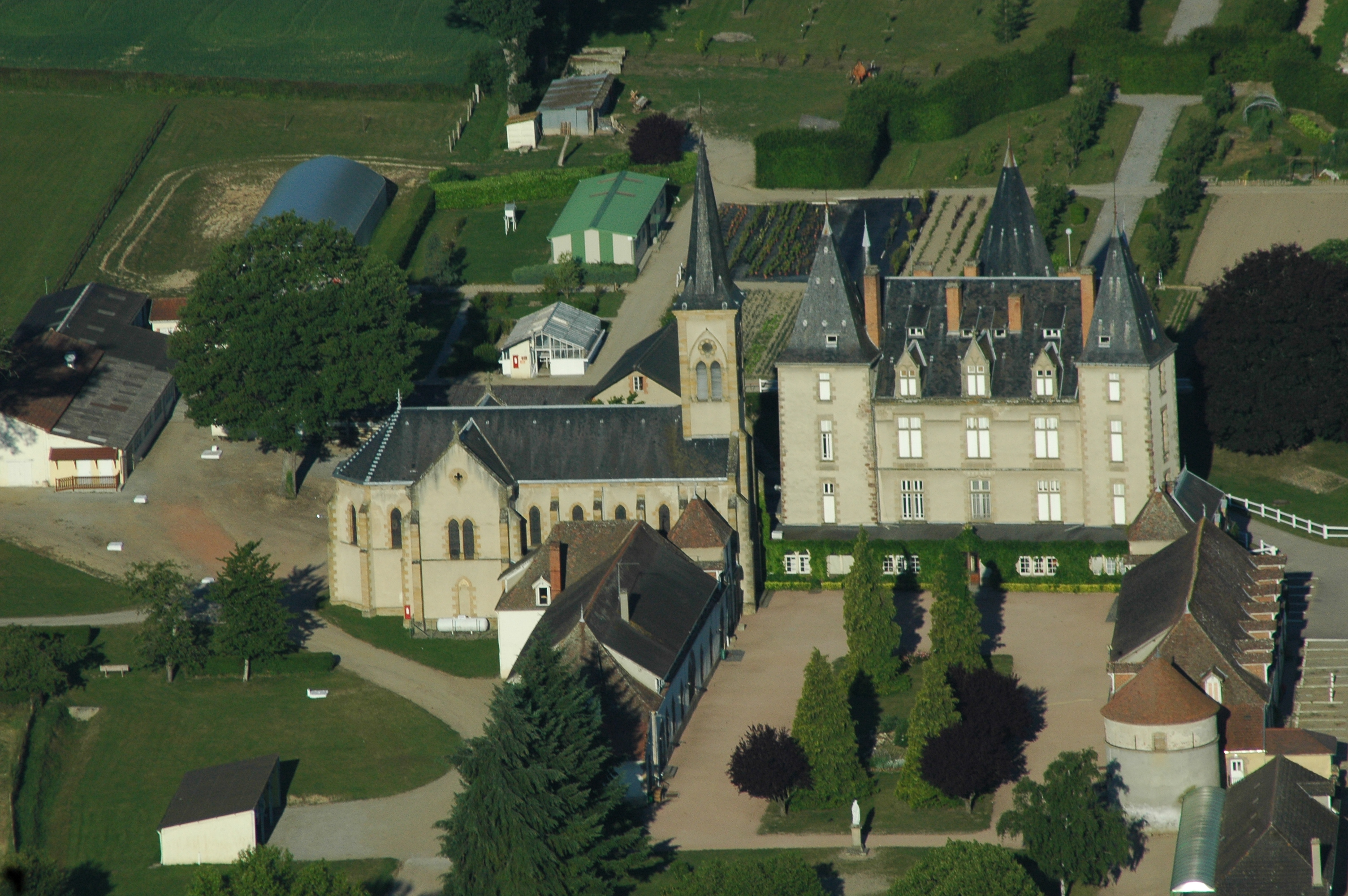
Шато Рере
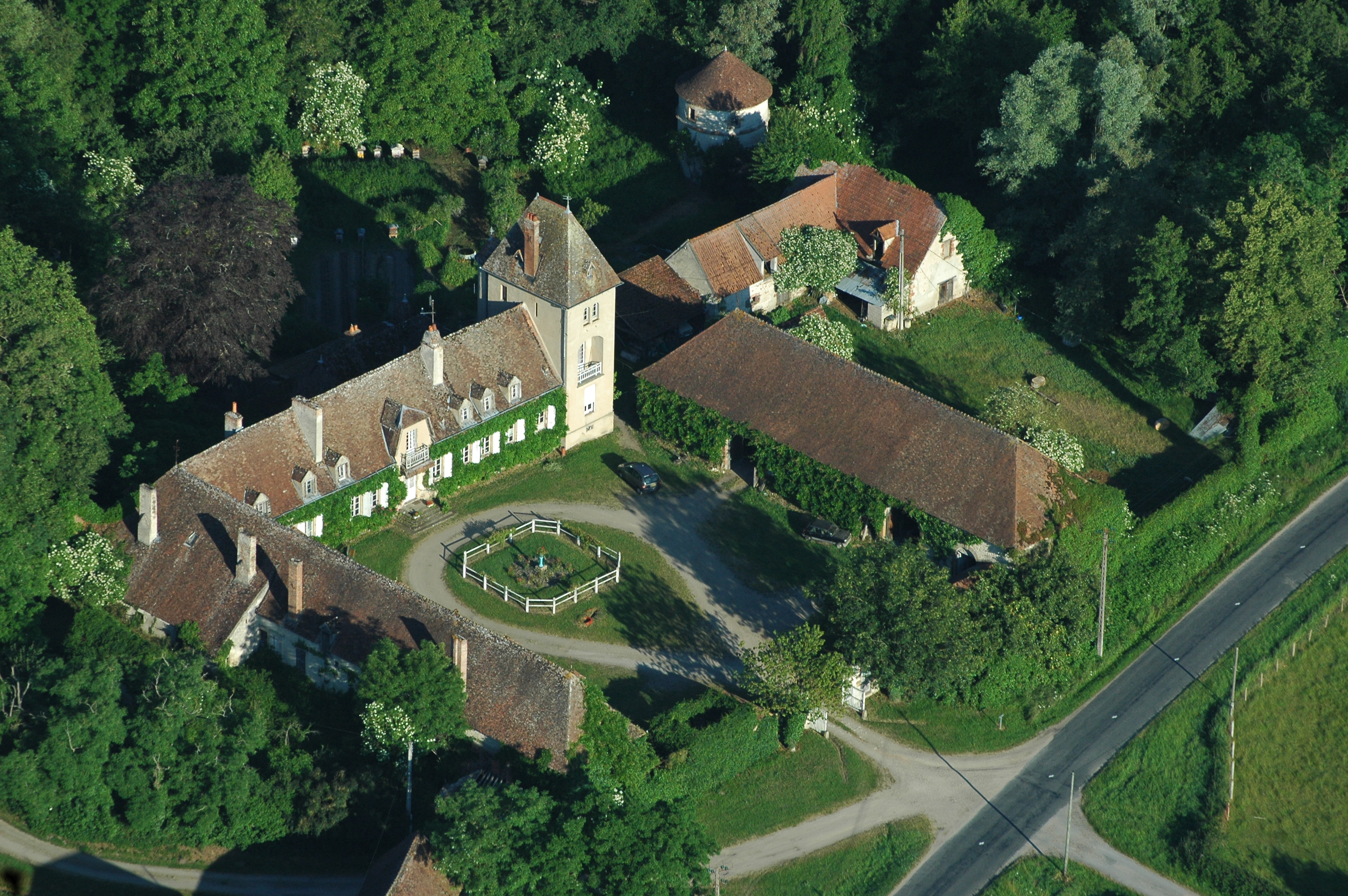
Шато Рош